# Свадьба принца Чарльза и Камиллы Паркер-Боулз
Бракосочетание принца Чарльза и Камиллы Паркер-Боулз состоялось 9 апреля 2005 года в Виндзорской ратуше в рамках гражданской церемонии. Оно прошло в присутствии семей молодожёнов, сопровождалось молитвой и церковной службой в часовне Святого Георгия. Родители жениха, королева Елизавета II и принц Филипп, герцог Эдинбургский, присутствовали только в часовне, но позже устроили приём в Виндзорском замке. Среди присутствовавших на бракосочетании были политические и религиозные деятели из разных стран, другие члены королевского дома, ряд знаменитостей. Ход церемонии освещала BBC. В СМИ свадьбу описывали как «сказку для взрослых».
Камилла в замужестве приняла титул герцогини Корнуолльской. В сентябре 2022 года, после смерти Елизаветы II, Чарльз и Камилла стали королём и королевой.

## Предыстория
Близкие отношения между Чарльзом, принцем Уэльским (старшим сыном королевы Елизаветы и Филиппа, герцога Эдинбургского) и Камиллой Шанд возникли в начале 1970-х годов. Однако Камилла не устраивала королеву в качестве жены наследника престола, так что в 1973 году она стала женой Эндрю Паркер-Боулза, а в 1981 году Чарльз женился на Диане Спенсер. Позже отношения возобновились, что стало одной из причин развода Чарльза и Дианы (1996). Камилла развелась с мужем в 1995 году, Диана в 1997 году погибла.
10 февраля 2005 года было объявлено, что Чарльз и Камилла поженятся 8 апреля того же года в Виндзорском замке. Тайный совет собрался 2 марта 2005 года, чтобы запросить согласие королевы на брак в соответствии с положениями Закона о королевских браках 1772 года. Правительство постановило, что брак не будет считаться морганатическим. После объявления о помолвке Чарльза и Камиллу поздравили родители принца. Архиепископ Кентерберийский Роуэн Уильямс выступил с заявлением, в котором говорилось: «Этот брак пользуется моей решительной поддержкой и согласуется с руководящими принципами англиканской церкви в отношении повторного брака, которые принц Уэльский полностью принимает как убежденный англиканин и как будущий верховный правитель англиканской церкви». Принца и его невесту поздравили премьер-министр Тони Блэр, лидер оппозиции Майкл Ховард, лидер либеральных демократов Чарльз Кеннеди, лидер Палаты общин Питер Хейн и премьер-министры других стран Содружества.
Поскольку первый муж Камиллы жив, женитьба на ней будущего главы англиканской церкви могла вызвать неоднозначную реакцию в обществе. По-видимому, желание минимизировать последствия такого рода стало причиной того, что для бракосочетания Чарльза и Камиллы была выбрана гражданская церемония. В своё время сестра жениха, принцесса Анна, выходя замуж во второй раз после развода, выбрала для этого церковь Шотландии, где брак не считается таинством, но принц и его невеста отвергли этот вариант.
17 февраля 2005 года Кларенс-хаус объявил о переносе бракосочетания из Виндзорского замка в Виндзор Гилдхолл, расположенный непосредственно за стенами замка. Это решение было принято, когда выяснилось, что лицензирование королевского замка для проведения гражданских бракосочетаний потребует открытия его для других брачующихся по крайней мере на три года. 22 февраля Букингемский дворец объявил, что королева не будет присутствовать на церемонии бракосочетания, но придёт на церковную службу, а затем проведет приём. 4 апреля свадьбу перенесли на 9-е, чтобы принц Уэльский мог присутствовать на похоронах папы римского Иоанна Павла II в качестве представителя королевы. Эта отсрочка позволила посетить свадьбу и некоторым высокопоставленным лицам, приглашённым на похороны. Ночь накануне церемонии принц Уэльский провёл, согласно традиции, отдельно от невесты в Хайгроув-хаусе, своем загородном доме в Глостершире.

## Церемония
Бракосочетание состоялось в 12:30 по летнему британскому времени. В ожидании этого на улицах с раннего утра собрались толпы людей. На церемонию пришла вся королевская семья, за исключением самой королевы и её супруга. Свидетелями молодожёнов были их сыновья — принц Уильям и Том Паркер-Боулз. За гражданской церемонией последовала церковная, прошедшая в часовне Святого Георгия в Виндзорском замке и получившая официальное название «служба молитвы и посвящения». После церемонии молодожёны поприветствовали людей, собравшихся у часовни. Затем королева провела для новобрачных приём в парадных покоях Виндзорского замка. Медовый месяц принц Уэльский и его супруга провели в своём поместье Балморал.
По случаю свадьбы в Великобритании были выпущены монеты и марки. Копия обручального кольца Камиллы поступила в продажу и обрела огромную популярность. При этом многие поклонники принцессы Дианы выступали против второй женитьбы принца: некоторые писали протестные письма в газеты, называли день свадьбы «чёрным четвергом».